# Отіку
О́тіку (ест. Otiku küla) — село в Естонії, у міському самоврядуванні Пайде повіту Ярвамаа.

## Населення
Чисельність населення на 31 грудня 2011 року становила 21 особу.

## Географія
Поблизу населеного пункту проходить автошлях 2 (Таллінн — Тарту — Виру — Лугамаа), естонська частина європейського маршруту E263.

## Історія
З 24 жовтня 1991 до 25 жовтня 2017 року село входило до складу волості Пайде.
- Офіційний сайт волості Пайде (ест.)